# Marina di Torre Vado
Torre Vado is een plaats (frazione) in de Italiaanse gemeente Morciano di Leuca.